# Nanoart
La nanoart o nanoarte è una recente tendenza artistica, nata dall'utilizzo delle nanotecnologie per creare immagini di tipo figurativo.
Già nel 1997 alcuni scienziati della Cornell University hanno realizzato una prima opera assimilabile al concetto di nanoart. Sono diversi gli artisti che hanno creato opere di nanoart: Cris Orfescu (considerato tra i capiscuola del movimento), Victoria Vesna, Loris Greud, Giuliana Cunéaz e Grit Ruhland.
In Italia, la nanoart è stata sviluppata particolarmente a partire dal 2005 da Alessandro Scali e Robin Goode, attivi presso il Dipartimento di Fisica del Politecnico di Torino. Ai due è stata dedicata la mostra Nanoart: vedere l'invisibile (Torino, 2007).